# Örsundsbro
Örsundsbro est une localité de la commune d'Enköping, dans le comté d'Uppsala, dans l'est de la Suède.
Sa population était de 1 386 habitants en 2019.